# Ruch Działań Odnowy
Ruch Działań Odnowy (fr. Mouvement Action Renouveau, MAR) – kongijska partia polityczna, istniejąca od 2006 roku. Ma charakter prorządowy (wobec rządu Kongijskiej Partii Pracy).

## Historia
Partia została założona w grudniu 2006 roku z inicjatywy kilkukrotnego ministra oraz pisarza Jeana Baptiste Tati Loutarda na kongresie założycielskim w sali Forum Mbongui w departamencie Pointe-Noire, w wyniku połączenia się stowarzyszenia pod tą samą nazwą z inną organizacją pozarządową – Mouvement des Citoyens de la Ville (MCV). W wydarzeniu uczestniczyło 342 delegatów z dwunastu departamentów Konga oraz z Francji. Podczas kongresu wybrano również prezydium partii:
- Jean-Baptiste Tati Loutard – prezes
- Roland Bouiti Viaudo – I wiceprzewodniczący
- Obambi Itoua – II wiceprzewodniczący
- Philomène Fouti Soungou – sprawozdawczyni

Od początku partia proklamowała swoje poparcie dla rządów Denisa Sassou-Nguesso.
W wyborach parlamentarnych w 2007 roku partia uzyskała 5 mandatów w Zgromadzeniu Narodowym, w tym 4 w departamencie Kouilou i jeden w departamencie Niari. W wyborach samorządowych w 2008 roku, jeden z członków partii – Roland Bouiti-Viaudo został wybrany burmistrzem Pointe Noire, drugiego pod względem wielkości miasta w kraju.
W 2009 zmarł ówczesny prezes partii – Jean-Baptiste Tati Loutard, po jego śmierci przywództwo objął Roland Bouiti-Viaudo. W wyborach parlamentarnych w 2012 roku partia uzyskała 4 mandaty. W wyborach parlamentarnych w 2017 roku partia uzyskała 3 mandaty w Zgromadzeniu Narodowym oraz 2 miejsca w Senacie. Jednym z senatorów został Antoine Denis Loemba, który zwyciężył w departamencie Pointe-Noire. Ostatecznie z ramienia partii na koniec XIV kadencji w Zgromadzeniu Narodowym zasiada 4 deputowanych: Roland Bouiti-Viaudo, Serge Marvelh Makosso, Maurice Mavoungou, Simon Litengo Kongo.
W wyborach do Zgromadzenia Narodowego w 2022 roku partia uzyskała 4 mandaty. W wyborach do Senatu przeprowadzonych w 2023 roku utrzymała 2 mandaty w izbie wyższej.

## Poparcie w wyborach

### Wybory do Zgromadzenia Narodowego
| Wybory | Mandaty | +/− |
| ------ | ------- | --- |
| 2007   | 5/137   | –   |
| 2012   | 4/137   | 1   |
| 2017   | 3/151   | 1   |
| 2022   | 4/151   | 1   |

### Wybory do Senatu
| Wybory | Mandaty | +/− |
| ------ | ------- | --- |
| 2017   | 2/72    | –   |
| 2023   | 2/72    | –   |